# Wilhelm-Waiblinger-Haus

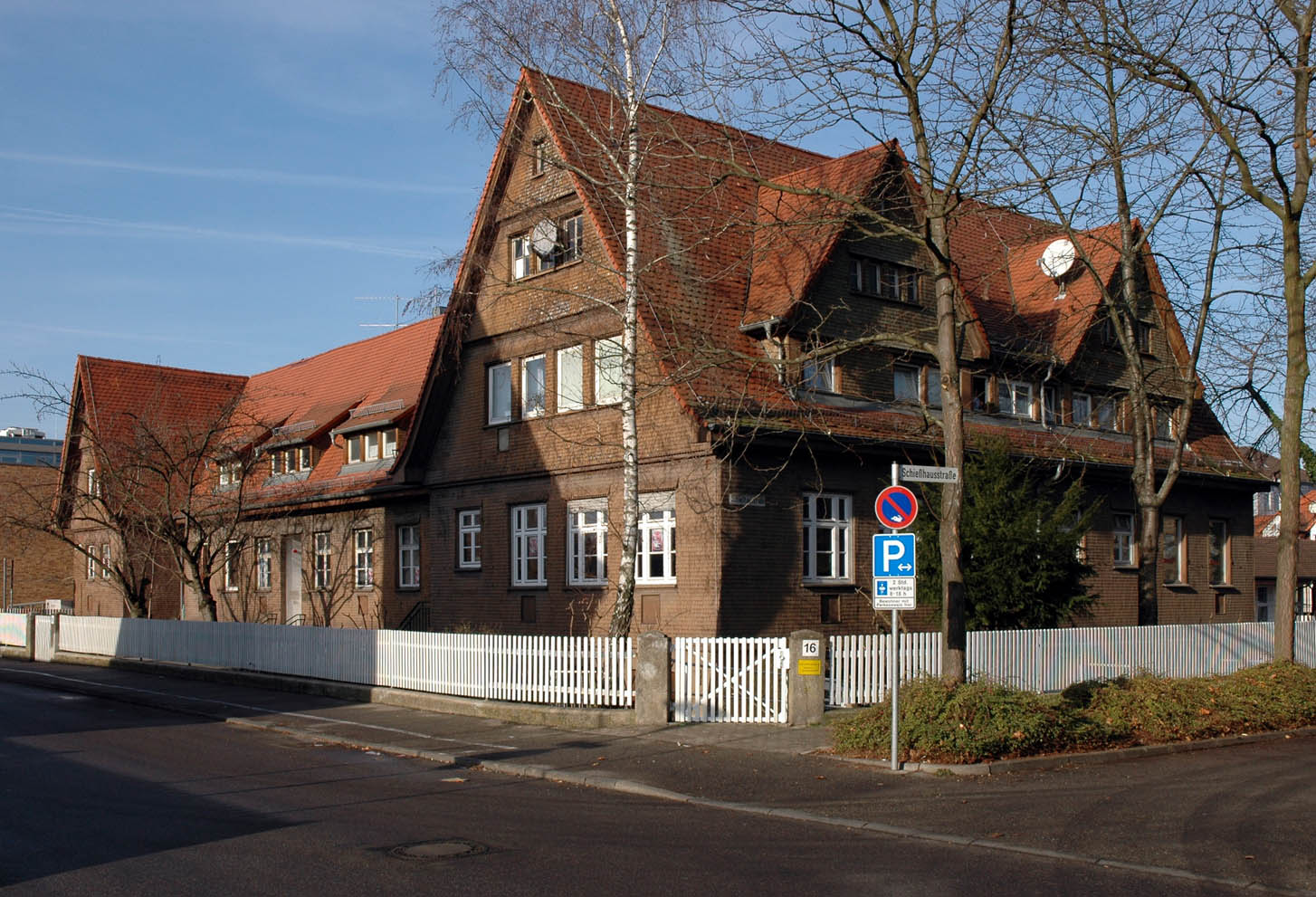
Das Wilhelm-Waiblinger-Haus

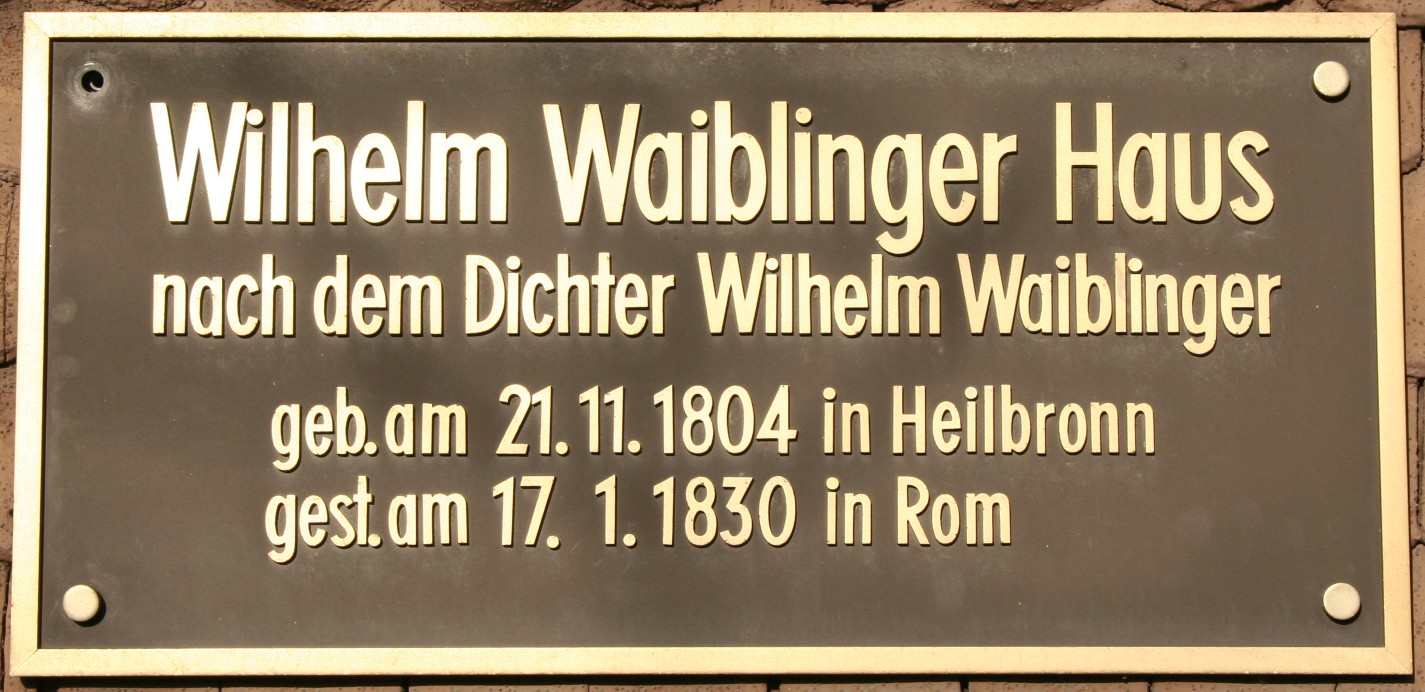
Gedenktafel am Wilhelm-Waiblinger-Haus

Das Wilhelm-Waiblinger-Haus ist ein 1927 errichtetes Gebäude in Heilbronn. In seiner wechselvollen Geschichte diente es bereits als Jugendherberge, Schulhaus, Arbeitsamt und Kfz-Zulassungsstelle. Seit 1978 ist es Sitz des Stadt- und Kreisjugendrings, der gegenwärtig 65 Mitgliedsvereine und -verbände hat. Seit dieser Zeit ist es nach dem Dichter Wilhelm Waiblinger benannt. 

## Geschichte
Das in der Schützenstraße 16 befindliche Gebäude wurde unter Leitung des Heilbronner Hochbauamts im Jahre 1927 als Jugendherberge errichtet. In ihr befanden sich damals sieben große Schlafräume, ein Versammlungssaal, zwei Tagräume und elf Einzelzimmer mit einem Bestand von etwa 100 Betten. Die Einweihung der neuen Jugendherberge auf dem Hammelwasen erfolgte am 17. Juli 1927.
Das Gebäude diente in der Nachkriegszeit als Arbeitsamt und konnte, nachdem das Arbeitsamt am 30. Mai 1950 in einen Neubau eingezogen war, renoviert werden. Am 9. Juli 1950 wurde das Gebäude im Rahmen eines Festaktes als Jugendherberge wiedereröffnet. Der städtische Verwaltungsdirektor a. D. Rudolf Kopp übernahm die Aufgabe des Verwalters, erste Herbergseltern wurden das Ehepaar Heinz Gaßmann. Ein Teil des Gebäudes wurde jedoch von der Heilbronner Gewerbeschule genutzt. 1952 wurde das Haus auf Antrag von Oberbürgermeister Paul Meyle in Reinhardt-Heim umbenannt, um den ehemaligen Herbergsvater Karl Reinhardt zu ehren, der 1945 von einer Granate getötet worden war. Die Jugendherberge bezog später einen Neubau in der Schirrmannstraße 9 und führt dort weiterhin den Namen Reinhardt-Jugendherberge.
Nachdem das Gebäude einige Zeit als Kfz-Zulassungsstelle diente, hat seit 1978 der Stadt- und Kreisjugendring darin seinen Sitz und nutzt es als Anlauf- und Beratungsstelle für Jugendliche, als Koordinierungsstelle der Mitgliedervereine sowie für Veranstaltungen. 2012 fand im Hof des Gebäudes zum zwölften Mal das Viel-und-draußen-Festival statt, das bereits zahlreichen regionalen Bands wie The Prophecy 23 oder Circle of Silence eine Bühne bot.
Als sich im Jahr 2005 brandschutztechnische Mängel an dem Gebäude zeigten, sprach sich eine große parteiübergreifende Mehrheit, darunter auch Rainer Hinderer (SPD), für die Sanierung und den Erhalt des Gebäudes aus. Stadtrat Karl-Heinz Kimmerle (Grüne) betonte: „Die Schützenstraße 16 ist ein architektonisch interessantes Gebäude, um das es sich zu kämpfen lohnt.“ Im Jahr 2009 wurde mit Unterstützung der Popakademie Baden-Württemberg auch das Popbüro Heilbronn-Franken in dem Gebäude eingerichtet, das Nachwuchsmusikern ein Tonstudio bietet.
Seit 2020 haben auch die Antidiskriminierungsstelle Heilbronn und das Regionale Demokratiezentrum, beide unter der Trägerschaft des Stadt- und Kreisjugendrings, ihren Sitz in der Schützenstraße. Ebenfalls befinden sich die Räumlichkeiten des Computer Clubs 86 und des Heilbronner Quartierszentrums Bahnhofsvorstadt im Gebäude. 